# Saint-Étienne-des-Oullières
Saint-Étienne-des-Oullières ist eine französische Gemeinde mit 2.236 Einwohnern (Stand: 1. Januar 2022) im Département Rhône in der Region Auvergne-Rhône-Alpes. Sie gehört zum Arrondissement Villefranche-sur-Saône und zum Kanton Gleizé (bis 2015: Kanton Belleville). Die Einwohner werden Stéphanois genannt.

## Geographie
Saint-Étienne-des-Oullières liegt etwa 37 Kilometer nordnordwestlich von Lyon und etwa zehn Kilometer nordnordwestlich von Villefranche-sur-Saône. Durch die Gemeinde fließt die Vauxonne.

### Nachbargemeinden
Umgeben wird Saint-Étienne-des-Oullières von den Nachbargemeinden Odenas im Norden, Charentay im Nordosten, Saint-Georges-de-Reneins im Osten, Blacé im Süden, Salles-Arbuissonnas-en-Beaujolais im Südwesten, Le Perréon im Westen sowie Saint-Étienne-la-Varenne im Westen und Nordwesten.

## Bevölkerungsentwicklung
| Jahr                       | 1962 | 1968 | 1975 | 1982 | 1990 | 1999 | 2006 | 2012 |
| Einwohner                  | 1139 | 1143 | 1093 | 1137 | 1367 | 1519 | 1750 | 1942 |
| Quellen: Cassini und INSEE |      |      |      |      |      |      |      |      |

## Sehenswürdigkeiten

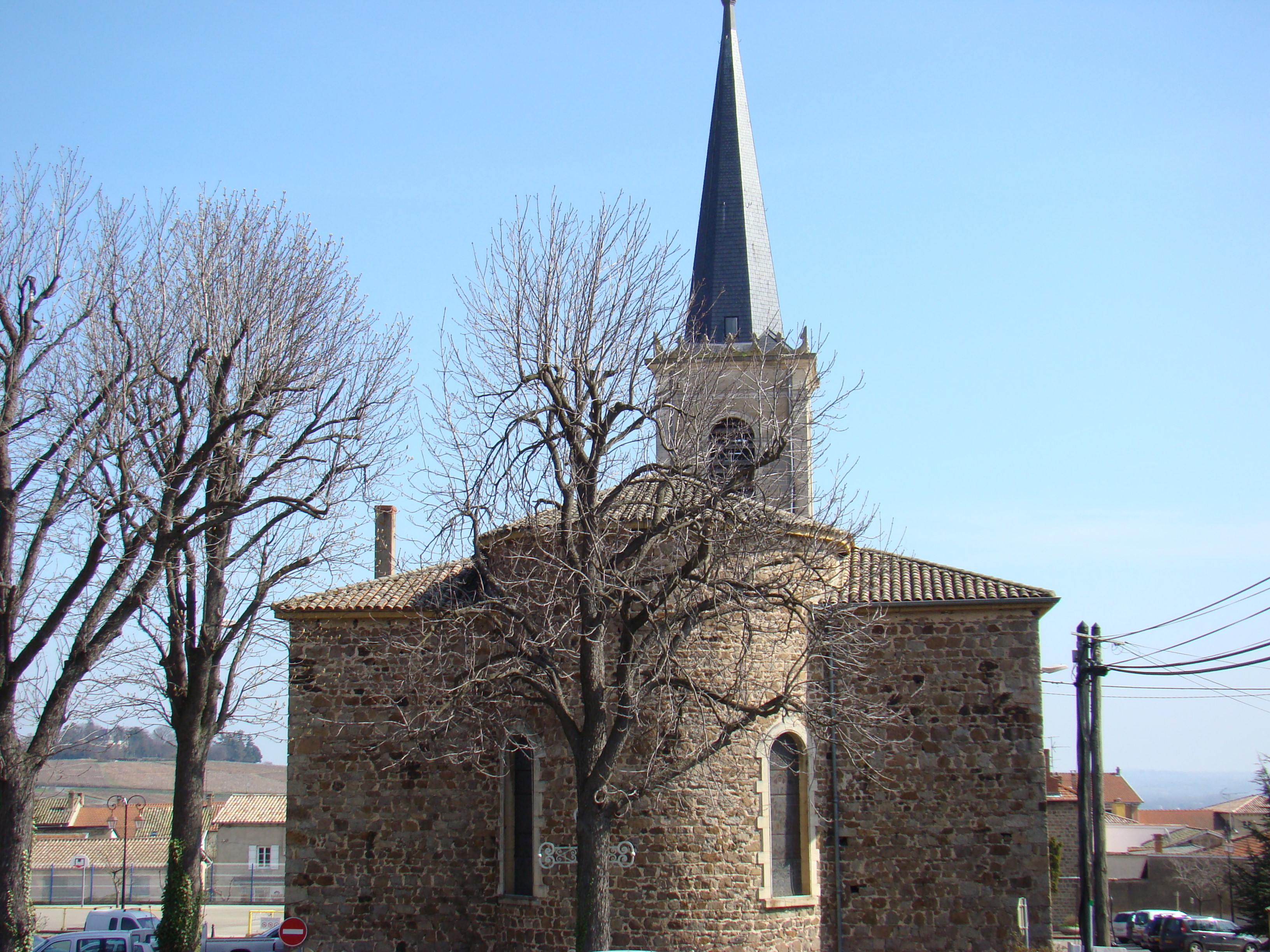
Kirche

- Kirche